# Atlantoscia floridana
Atlantoscia floridana is een pissebed uit de familie Philosciidae. De wetenschappelijke naam van de soort is voor het eerst geldig gepubliceerd in 1940 door Van Name.